# Plaça de Catalunya (París)
La plaça de Catalunya (francès: Place de Catalogne) és una plaça de París, situada al 14è districte, dissenyada per l'arquitecte català Ricard Bofill i inaugurada el 3 de setembre de 1985. Està situada al costat de l'Estació de París-Montparnasse, entre els carrers Vercingétorix, du Château, Alain i du Commandant-René-Mouchotte.

## Història
Als anys vuitanta, l'alcalde de París, Jacques Chirac, que volia retre un petit homenatge a Catalunya, va encarregar a Ricard Bofill el disseny dels edificis residencials que envolten l'espai (coneguts com Les Échelles du Baroque, literalment «Les escales del Barroc»), així com la urbanització d'aquesta plaça. El Consell de París va prendre la decisió d'atorgar aquest nom durant la sessió del 8 de juliol de 1985.
Del 1988 al 2022, la totalitat del centre de la plaça va estar ocupada per una font anomenada «Le Creuset du Temps» (literalment, «El gresol del temps»), obra de l'escultor polonès Shamaï Haber. En forma de llosa circular inclinada, de granit fosc, sobre la qual, originàriament, fluïa l'aigua, la font va restar fora de servei la major part d'aquest temps. L'objectiu d'Haber era que la font donés la il·lusió que l'aigua fluïa cap a la vora superior de la seva superfície inclinada, i per aquest motiu, la va sobrenomenar «la fontaine à l'envers» («la font a l'inrevés»).
El 2021 es feu una consulta ciutadana amb l'objectiu de substituir aquesta plaça mineral, inclosa la font que n'ocupa el centre, per un espai verd plantat d'arbres, el que seria el primer bosc urbà de París. El bosc urbà es va començar a construir el 2022 i va ser inaugurat el 22 de juny del 2024, amb presència d'una delegació de la Generalitat de Catalunya. Així, la plaça, ara reconvertida en un bosc urbà, on s'han plantat 470 arbres, a més d’arbusts i plantes, ha esdevingut «un gran pulmó verd dins de París».

## Galeria

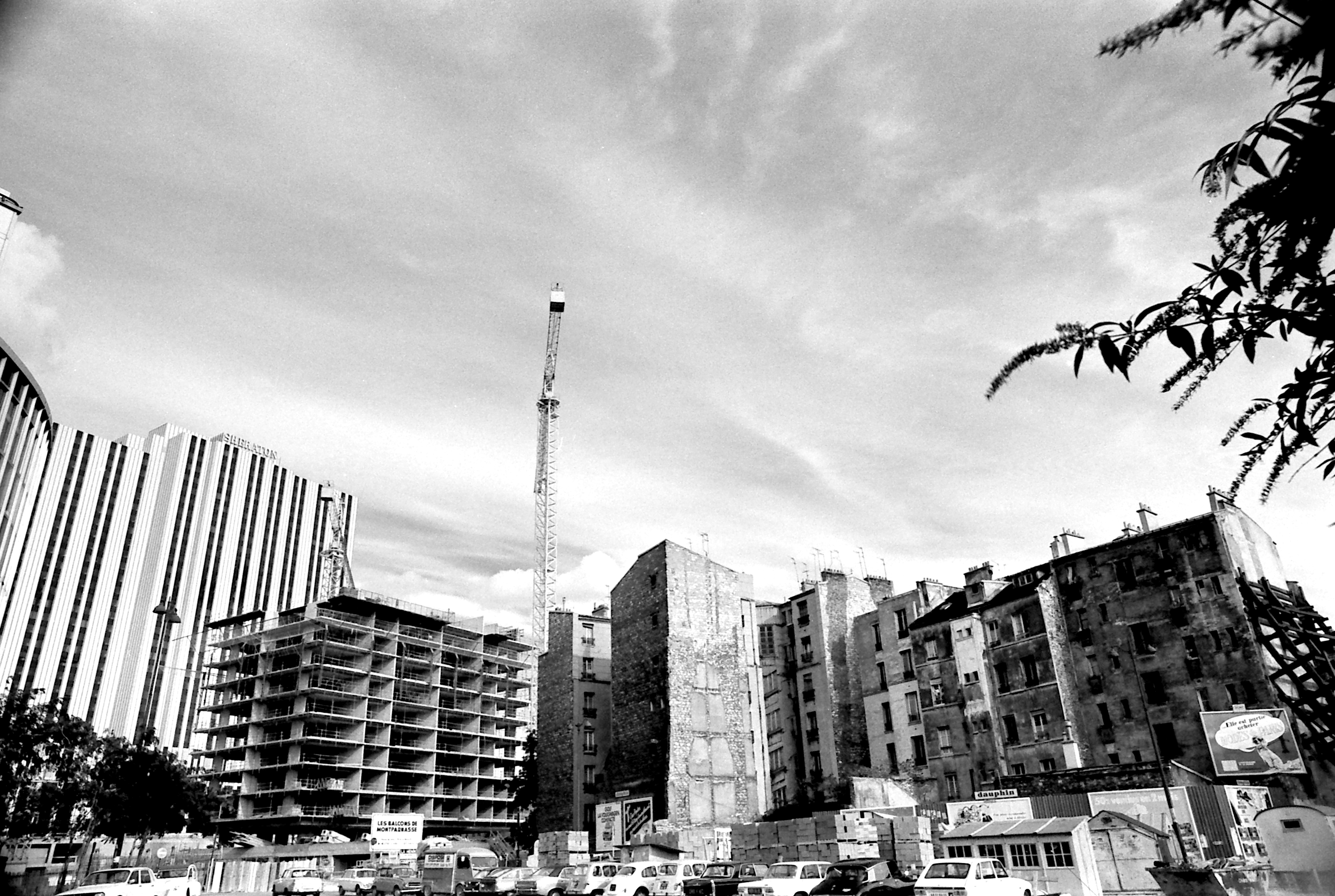
Demolicions per a la urbanització de la plaça, el 1974.
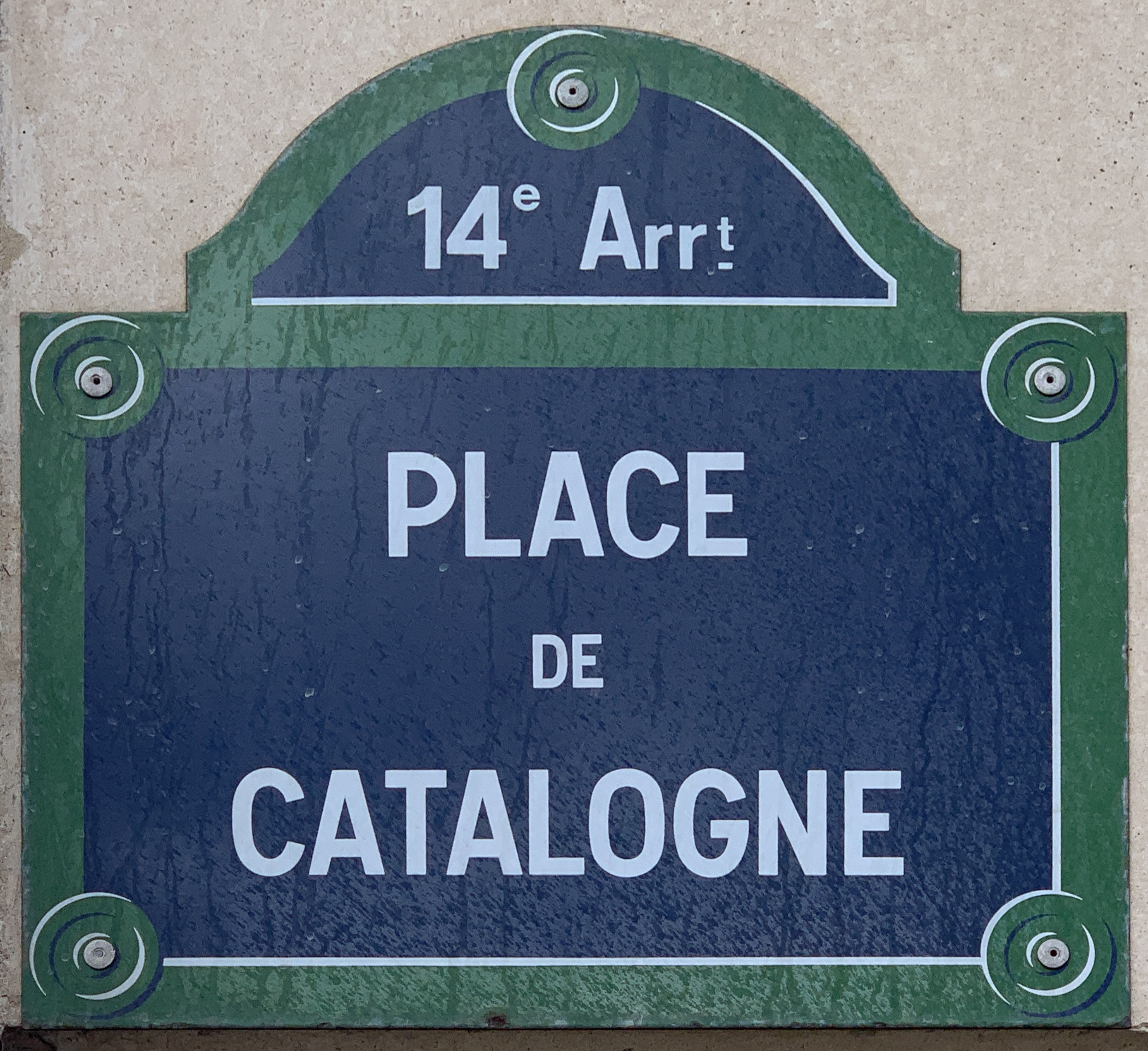
Placa de la plaça.
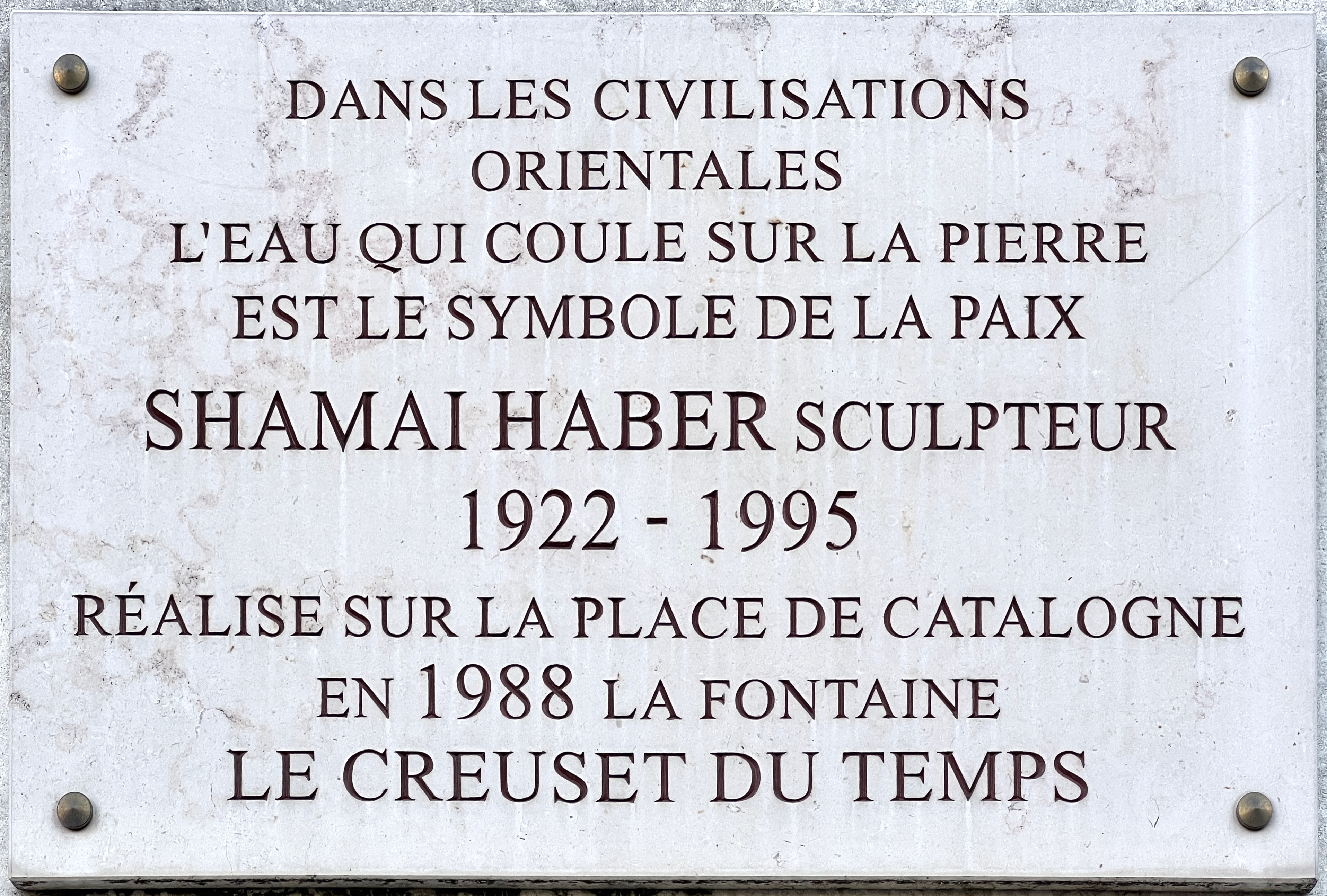
Placa de la font «Le Creuset du Temps» (1985-2022).
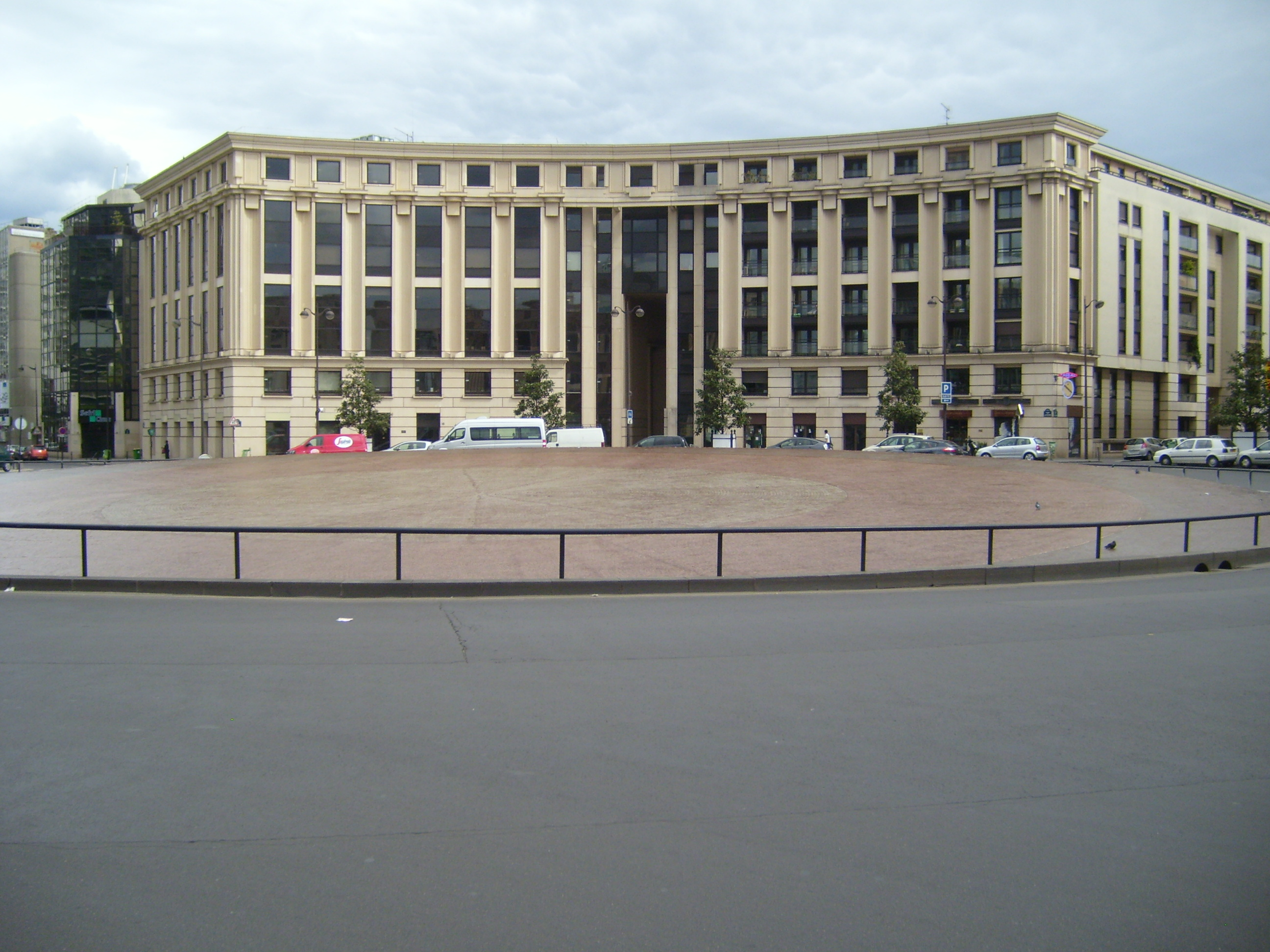
La plaça el 2010.
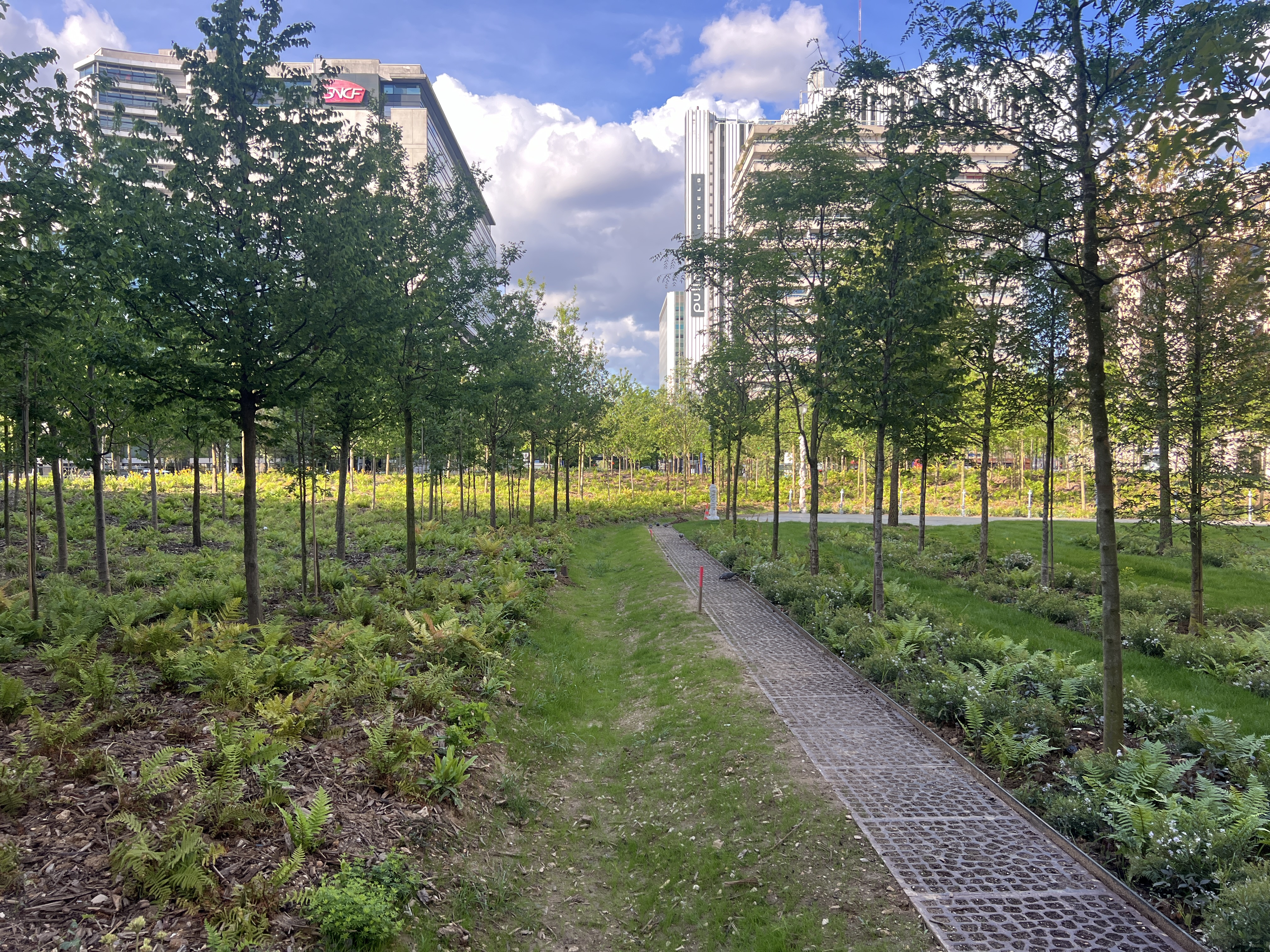
Bosc urbà de la plaça, el 2024.